# كالالا (فلم)
كالالا (بالإنجليزية: Kalala)، هُو فيلم دراما تشادي صدر سنة 2006 وأخرجه محمد صالح هارون.

## وصلات خارجية
- كالالا  في قاعدة بيانات الأفلام على الإنترنت (بالإنجليزية)